# Шенвалде ам Бунгсберг
Шенвалде ам Бунгсберг (њем. Schönwalde am Bungsberg) општина је у њемачкој савезној држави Шлезвиг-Холштајн. Једно је од 36 општинских средишта округа Остхолштајн. Према процјени из 2010. у општини је живјело 2.528 становника. Посједује регионалну шифру (AGS) 1055038.

## Географски и демографски подаци
Шенвалде ам Бунгсберг се налази у савезној држави Шлезвиг-Холштајн у округу Остхолштајн. Општина се налази на надморској висини од 106 метара. Површина општине износи 39,1 km². У самом мјесту је, према процјени из 2010. године, живјело 2.528 становника. Просјечна густина становништва износи 65 становника/km².